# Murviel-lès-Béziers
Murviel-lès-Béziers è un comune francese di 2 849 abitanti situato nel dipartimento dell'Hérault nella regione dell'Occitania.

## Società

### Evoluzione demografica
Abitanti censiti